# ジェイク・ジョンソン
ジェイク・ジョンソン（Jake Johnson, 1978年5月28日 - ）は、アメリカの俳優。2009年製作の映画『Paper Heart』に初主演した。また、FOXで2011年9月20日に初回が放送されたコメディドラマ『New Girl / ダサかわ女子と三銃士』でゾーイ・デシャネルと共演している。

## キャリア

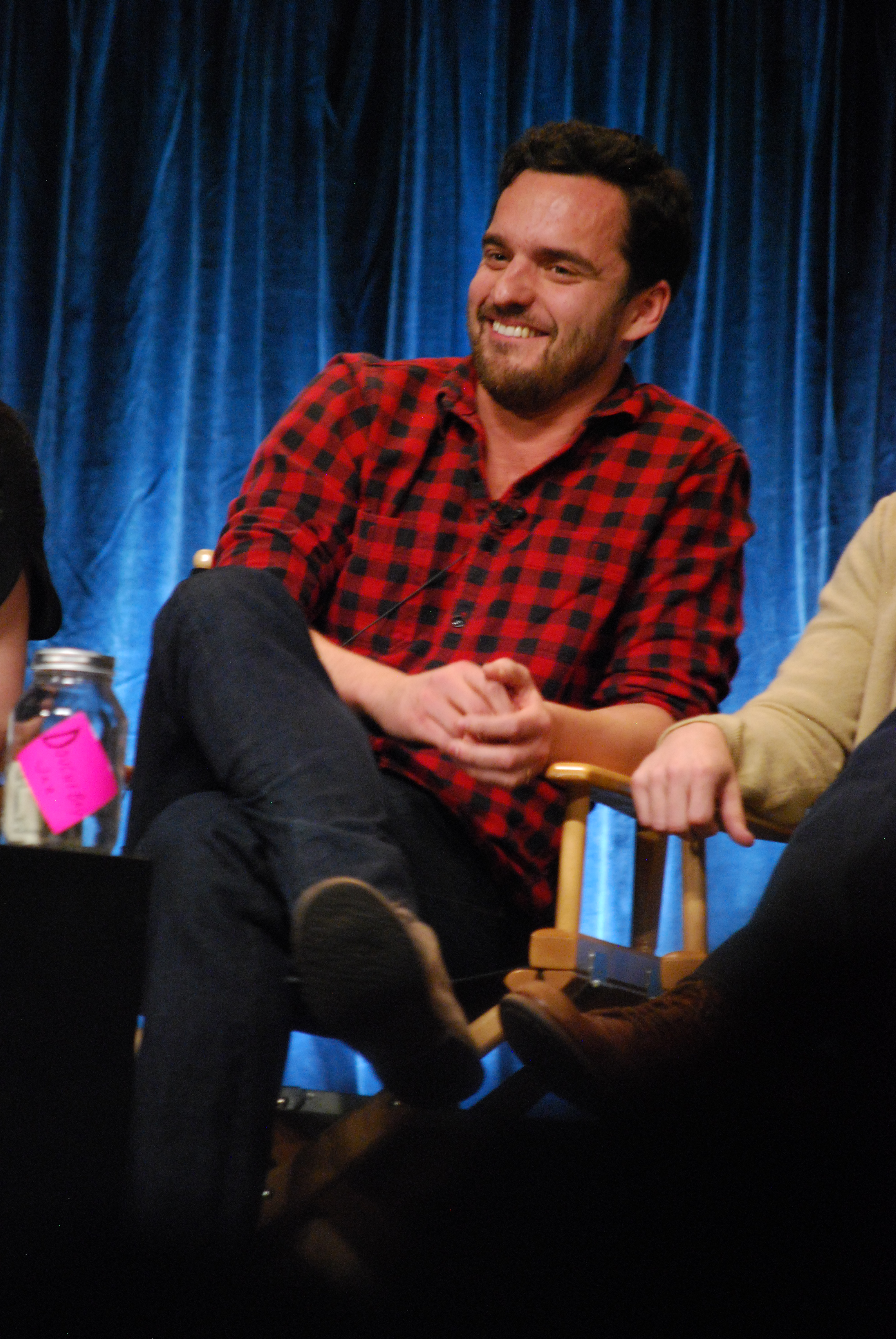
2012年

ジョンソンは2006年から2010年にかけて『ラリーのミッドライフ★クライシス』、『ライ・トゥ・ミー 嘘は真実を語る』や『フラッシュフォワード』といった多くのテレビ番組や映画に脇役として出演した。2010年に「Steel Train」がジョンソンを『Turnpike Ghost』のミュージックビデオにアル・スカルゾ役で出演させた。2011年、彼はナタリー・ポートマンとアシュトン・カッチャー共演でロマンティックコメディ映画『抱きたいカンケイ』に出演した。ジョンソンはまたサムスンのコマーシャルでマット・L・ジョーンズに間違えられる男役で出演したこともある。2011年、彼は、第一話をみた評論家が投票するチョイス・テレビジョン・アワードで「もっともエキゾチックな新番組」部門で受賞した、FOXのコメディドラマ『New Girl / ダサかわ女子と三銃士』に主演で出演している。

## 私生活
ジョンソンはイリノイ州シカゴの北部にあるエバンストンで生まれた。ジョンソンはバスケットボールとテニスを好んでプレーし、サンデーメンズ・バスケットボール・リーグと州間テニス協会第5支部に参加している。彼はまた野球チームシカゴ・カブスとフットボールチームシカゴ・ベアーズのファンである。
祖先はアイルランド系である。
アーティストであるエリン・ペインと結婚している。

## 出演作品

### 映画
| 年   | 題名                                                                                         | 役名                                   | 備考                        |
| ---- | -------------------------------------------------------------------------------------------- | -------------------------------------- | --------------------------- |
| 2008 | レッドベルト 傷だらけのファイター Redbelt                                                    | グアヤベラシャツの男                   | 日本劇場未公開              |
| 2009 | Paper Heart                                                                                  | ニコラス・ジャセノベック               | 日本劇場未公開              |
| 2010 | ウェディング・イブ 幸せになるためのいくつかの条件 Ceremony                                   | テディ                                 | 日本劇場未公開              |
| 2010 | 伝説のロックスター再生計画! Get Him to the Greek                                             | ピンナクルの従業員                     | 日本劇場未公開              |
| 2011 | ハロルド&クマー クリスマスは大騒ぎ!? A Very Harold & Kumar 3D Christmas                      | イエス・キリスト                       | 日本劇場未公開              |
| 2011 | 抱きたいカンケイ No Strings Attached                                                         | イーライ                               |                             |
| 2012 | 21ジャンプストリート 21 Jump Street                                                          | ダディアー校長                         | 日本劇場未公開              |
| 2012 | 彼女はパートタイムトラベラー Safety Not Guaranteed                                           | ジェフ・シュウェンセン                 | 日本劇場未公開              |
| 2013 | ドリンキング・バディーズ 飲み友以上、恋人未満の甘い方程式 Drinking Buddies                   | ルーク                                 | 日本劇場未公開              |
| 2013 | プリティ・ワン たったひとつの恋とウソ。 The Pretty One                                       | ベーゼル                               | 日本劇場未公開              |
| 2014 | LEGO ムービー The Lego Movie                                                                 | バリー                                 | 声の出演                    |
| 2014 | ネイバーズ Neighbors                                                                         | セバスチャン                           |                             |
| 2014 | リアル刑事ごっこ in LA Let's Be Cops                                                         | ライアン・オマリー                     | 日本劇場未公開              |
| 2015 | ジュラシック・ワールド Jurassic World                                                        | ロウリー・クルーザース                 |                             |
| 2015 | 新しい夫婦の見つけ方 Digging for Fire                                                        | ティム                                 | 兼脚本・製作 日本劇場未公開 |
| 2017 | ギャンブラー Win It All                                                                      | エディ                                 | 兼脚本・製作                |
| 2017 | ザ・マミー/呪われた砂漠の王女 The Mummy                                                      | クリス・ヴェイル                       |                             |
| 2018 | TAG タグ Tag                                                                                 | ランディ・“チリ”・チリアーノ           |                             |
| 2018 | スパイダーマン:スパイダーバース Spider-Man: Into the Spider-Verse                            | ピーター・B・パーカー / スパイダーマン | 声の出演                    |
| 2022 | スパイダーマン:アクロス・ザ・スパイダーバース Spider-Man: Across the Spider-Verse (Part-One) | ピーター・B・パーカー / スパイダーマン | 声の出演                    |

### テレビシリーズ
| 年        | 題名                                                 | 役名           | 備考                                 |
| --------- | ---------------------------------------------------- | -------------- | ------------------------------------ |
| 2007      | ラリーのミッドライフ★クライシス Curb Your Enthusiasm | 携帯電話の男   | シーズン6第7話「ティーボでトラブル」 |
| 2007      | ザ・ユニット 米軍極秘部隊 The Unit                   | マーティン     | シーズン3第6話「戦場の歌」           |
| 2009      | ライ・トゥ・ミー 嘘は真実を語る Lie to Me            | ハワード       | シーズン1第4話「結婚の真実」         |
| 2010      | フラッシュフォワード FlashForward                    | パウエル       | 第21話「カウントダウン」             |
| 2012-2018 | New Girl / ダサかわ女子と三銃士 New Girl             | ニック・ミラー | 計146話出演                          |
| 2016      | easy/イージー Easy                                   | ドリュー       | 計1話出演                            |
| 2020      | Hoops                                                | Ben Hopkins    | 声の出演 Netflixアニメシリーズ       |

## 外部サイト
- ジェイク・ジョンソン - allcinema
- Jake Johnson - IMDb（英語）
- Jake Johnson (@MrJakeJohnson) - X（旧Twitter）